# Султанов, Исмагил Хусаинович
Исмагил Хусаинович Султанов (14 ноября 1890 года в деревне Кутуево Верхнеуральского уезда Оренбургской губернии Российской империи, ныне Учалинский район Республики Башкортостан — 31.5.1927, Кисловодск или Уфа) — башкирский политик. В 1920—1925 гг. председатель Исполнительного комитета Тамьян-Катаевского кантонного Совета.

## Биография
Родился 14 ноября 1890 года в деревне Кутуево Верхнеуральского уезда Оренбургской губернии. Многодетная семья Султановых занималась землепашеством и скотоводством. С малых лет Исмагил весной и летом помогал родителям в хозяйственных делах. После окончания начальной школы родители нашли возможность отправить его в знаменитое уфимское медресе «Галия», которое тогда считалось самым престижным средним учебным заведением для татар и башкир, а также жителей Средней Азии.
1913—1917 — учитель земской школы
Участник Гражданской войны. До 1920 года в РККА. Член РКП(б).
1920 — 4.1925 — председатель Исполнительного комитета Тамьян-Катаевского кантонного Совета (Башкирская АССР)
4.1925 — 31.5.1927 — народный комиссар внутренних дел Башкирской АССР
В сентябре 1923 года назначен заместителем Башнаркомтруда, а вскоре наркомом внутренних дел и заместителем председателя Совнаркома. Являлся членом Президиума Башкирского обкома РКП(б). Работая на этих ответственных постах, не щадил себя и быстро подорвал здоровье. Был отправлен на лечение в Кисловодск, где, несмотря на некоторое временное улучшение, 31 мая 1927 года он скончался от паралича сердца.

## Память
В память об Исмагиле Султанове названа улица в Ленинском районе Уфы, проходящая параллельно улице Гафури от Свердлова до Красина. Улица имени Султанова существует и в городе Учалы, на его малой родине. Названа она уже в недавние времена. В родной деревне Кутуево средняя школа носит имя Исмагила Султанова, у школы установлен его бюст.